# Agostinho Cá
Euclides Agostinho Odiquir Cá (* 24. července 1993, Bissau, Guinea-Bissau) je portugalský fotbalový záložník a mládežnický reprezentant původem z Guiney-Bissau, od roku 2012 působí v rezervním týmu FC Barcelona.

## Klubová kariéra
Cá hrál fotbal v mládežnickém věku za portugalské kluby AD Oeiras a Sporting CP. V létě 2012 odešel společně s krajanem Edgarem Ié do FC Barcelona, kde se začlenil do rezervního týmu.

## Reprezentační kariéra
Hrál v portugalských mládežnických reprezentacích.

Zúčastnil se Mistrovství Evropy hráčů do 19 let 2012 v Estonsku, kde mladí Portugalci skončili na nepostupovém třetím místě základní skupiny A za Španělskem a Řeckem.